# 马丁·谢里登
马丁·谢里登（英語：Martin Sheridan，1881年3月28日—1918年3月27日），美国男子田径运动员。他曾代表美国参加1904年和1908年夏季奥林匹克运动会田径比赛，共获得三枚金牌和一枚铜牌。